# Niedziela Miłosierdzia Bożego
Niedziela Miłosierdzia Bożego, Święto Miłosierdzia – w Kościele katolickim uroczystość liturgiczna obchodzona w pierwszą niedzielę po Wielkanocy ku czci Miłosierdzia Bożego, czyli II Niedzielę Wielkanocną. Wypada pomiędzy 29 marca a 2 maja. Uroczystość ustanowiona w 2000 roku przez św. Jana Pawła II. W tym dniu przyjmując Komunię świętą, można uwolnić się od wszystkich kar pośmiertnych.

## Objawienia św. Faustyny
Według objawień mistycznych św. Faustyny Kowalskiej, o ustanowienie tego święta prosił Jezus Chrystus i dał obietnice związane z nim. Poprzedza je nowenna do Miłosierdzia Bożego, rozpoczynana w Wielki Piątek.
Niektóre fragmenty Dzienniczka św. Faustyny, mówiące o Święcie Miłosierdzia:

Pragnę, ażeby pierwsza niedziela po Wielkanocy była Świętem Miłosierdzia (Dz. 299).

W dniu tym otwarte są wnętrzności miłosierdzia mego, wylewam całe morze łask na dusze, które się zbliżą do źródła miłosierdzia mojego; która dusza przystąpi do spowiedzi i Komunii św. dostąpi zupełnego odpuszczenia win i kar. W dniu tym otwarte są wszystkie upusty Boże, przez które płyną łaski; niech się nie lęka zbliżyć do Mnie żadna dusza, chociażby grzechy jej były jako szkarłat. Miłosierdzie Moje jest tak wielkie, że przez całą wieczność nie zgłębi go żaden umysł, ani ludzki, ani anielski (Dz. 699).

Pierwsza niedziela po Wielkanocy jest Świętem Miłosierdzia, ale musi być i czyn; i żądam czci dla Mojego miłosierdzia przez obchodzenie uroczyście tego święta i przez cześć tego obrazu (Dz. 742).

## Historia święta
Pierwsze zabiegi o ustanowienie kultu Miłosierdzia Bożego w Kościele katolickim podjął ks. Michał Sopoćko, spowiednik i powiernik św. Faustyny Kowalskiej, propagując go od 1937 roku w kościołach wileńskich. W 1940 roku w kazaniu pasyjnym ks. Sopoćko po raz pierwszy wyjawił powiązanie kultu z osobą s. Faustyny. Podczas II wojny światowej kult Miłosierdzia Bożego wyszedł poza granice Polski i został rozpropagowany w wielu krajach przez rozproszonych po świecie Polaków, zwłaszcza żołnierzy armii gen. Andersa.
W 1946 Konferencja Episkopatu Polski na czele z kard. Augustem Hlondem wystosowała do Watykanu petycję o wprowadzenie Święta Miłosierdzia Bożego w pierwszą niedzielę po Wielkanocy. W 1948 roku polskie Towarzystwo Teologiczne planowało wysłać podobną prośbę do Rzymu, jednak od zamiaru odstąpiono po tym, jak kard. Hlond poinformował członków towarzystwa, że nie ustanawia się świąt ku czci przymiotów boskich; przedmiotem kultu może być tylko Osoba Boska.
W świetle rozwijającego się oddolnie kultu Miłosierdzia Bożego oraz podczas oczekiwania na odpowiedź z Watykanu episkopat zasięgnął w 1951 roku opinii biskupa Romualda Jałbrzykowskiego na temat kultu. Podobnie jak przed wojną, biskup ponownie odniósł się negatywnie do nowej praktyki religijnej. W 1953 roku Święte Oficjum uznało, że nie należy ustanawiać święta.
W 1957 roku Watykan zlecił zbadanie rozwoju kultu Miłosierdzia Bożego. Na zlecenie kardynała Wyszyńskiego w siedemnastu polskich diecezjach przeprowadzono ankietę. Opinie były podzielone od negatywnej, poprzez neutralną do przychylnej. 19 listopada 1958 roku Święte Oficjum wydało dekret, w którym w pięciu punktach wykluczyło możliwość ustanowienia święta. Dekret ten został podany do wiadomości publicznej cztery miesiące później, 6 marca 1959 roku. Była to łagodniejsza jego wersja, która odwoływała się do „roztropności biskupów” w kwestiach kultu. W praktyce anulowało to stanowisko Świętego Oficjum z listopada 1958 roku.
Unieważnienie dekretu z 1959 roku nastąpiło pół roku przed wyborem Karola Wojtyły na papieża. Za jego pontyfikatu wznowiono zabieganie o święto, sam papież, będąc jeszcze biskupem krakowskim, dał się poznać jako gorący orędownik kultu Miłosierdzia Bożego. Po beatyfikacji s. Faustyny 18 kwietnia 1993 roku biskupi polscy wystosowali prośbę do papieża o ustanowienie Święta Miłosierdzia Bożego. Kongregacja ds. Kultu Bożego i Dyscypliny Sakramentów zezwoliła w 1997 roku na obchodzenie go w polskim Kościele katolickim w II Niedzielę Wielkanocną.
Podczas kanonizacji św. Faustyny w 2000 roku Jan Paweł II ogłosił II Niedzielę Wielkanocną jako Święto Miłosierdzia Bożego dla całego Kościoła. Uroczystego aktu zawierzenia świata Bożemu Miłosierdziu papież dokonał 17 sierpnia 2002 roku w bazylice Bożego Miłosierdzia w krakowskich Łagiewnikach.

### Wydarzenia w Święto Miłosierdzia
| Data             | Wydarzenie                             |
| ---------------- | -------------------------------------- |
| 18 kwietnia 1993 | beatyfikacja Faustyny Kowalskiej       |
| 30 kwietnia 2000 | kanonizacja bł. Faustyny Kowalskiej    |
| 1 maja 2011      | beatyfikacja Jana Pawła II             |
| 27 kwietnia 2014 | kanonizacja Jana XXIII i Jana Pawła II |